# حركة المواطنين المهتمين
حركة المواطنين المهتمين هو حزب سياسي في نيفيس. في الانتخابات التشريعية الاخيرة التي عقدت في اتحاد سانت كيتس ونيفيس في 25 أكتوبر 2004 ، فاز الحزب 8.8 ٪ من الأصوات الشعبية، واثنين من أصل 11 مقعدا انتخب في الجمعية الوطنية.
في 10 يوليو 2006 انتخابات مجلس جزيرة نيفيس ، فاز الحزب 2 من أصل 5 مقاعد.